# Gerhard Hönicke
Gerhard Hönicke (* 25. März 1930 in Heyda; † 5. November 1984 in Karl-Marx-Stadt) war ein deutscher Leichtathlet, der elf DDR-Meistertitel gewann und zweimal an Olympischen Spielen teilnahm.

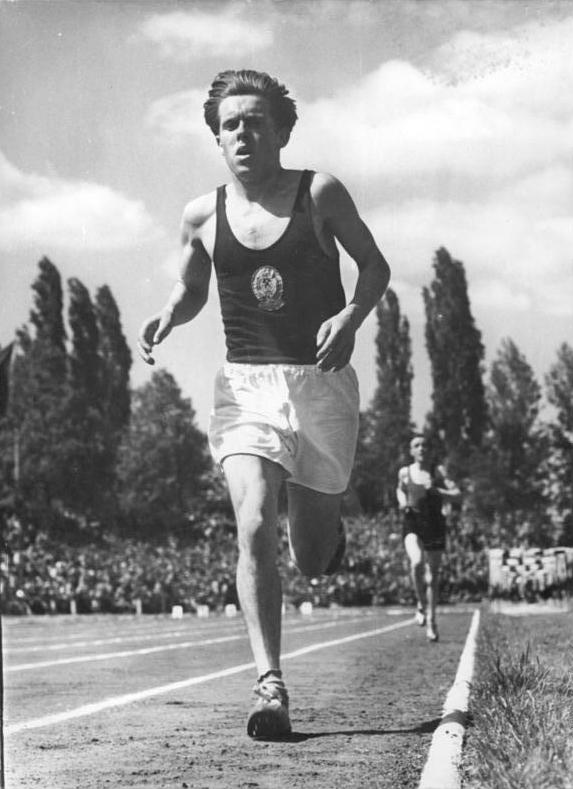
Gerhard Hönicke am 8. Juni 1955 in Erfurt

## Leben
Gerhard Hönicke gehörte von 1954, als er Dritter bei den DDR-Meisterschaften im 5000-Meter-Lauf und Fünfter im 10.000-Meter-Lauf wurde, bis 1967, als er noch einmal den fünften Platz über 10.000 Meter belegte, zu den besten Langstreckenläufern der Deutschen Demokratischen Republik (DDR).
Er begann seine Karriere in Aue und startete später für den SC Wismut Karl-Marx-Stadt bzw. den SC Karl-Marx-Stadt. Von 1958 bis 1964 konnte sich Hönicke jeweils für die gesamtdeutsche Mannschaft qualifizieren. Bei den Europameisterschaften 1958 belegte er im 10.000-Meter-Lauf Platz 13, zwei Jahre später lief er bei den Olympischen Spielen 1960 in Rom auf den zwölften Platz. Danach startete er bei internationalen Meisterschaften im Marathonlauf. Bei den Europameisterschaften 1962 und 1966 belegte er jeweils den 17. Platz, im Olympiamarathon 1964 in Tokio erreichte er Rang 38.
1955 stellte Hönicke sowohl über 5000 als auch über 10.000 Meter einen DDR-Rekord auf, über 10.000 Meter war er dabei in 30:55,0 min der erste Läufer aus der DDR, der unter 31 Minuten blieb. Am 11. Juli 1964 lief Hönicke in Jena den Marathon in 2:19:52 h und war damit der erste Deutsche unter 2 Stunden und 20 Minuten.
Bei einer Körpergröße von 1,74 m betrug sein Wettkampfgewicht 66 kg. Hönicke war von Beruf Autoelektriker und Betonbauer.

## Persönliche Bestleistungen
- 5000-Meter-Lauf: 13:58,0 min (1960)
- 10.000-Meter-Lauf: 29:08,6 min (1960)
- Marathonlauf: 2:17:37 h (1967)

## DDR-Meister
- 5000-Meter-Lauf: 1958, 1960, 1961
- 10.000-Meter-Lauf: 1958
- 25-Kilometer-Lauf: 1962, 1965
- Marathonlauf: 1962, 1964, 1965
- Waldlauf: 1959, 1961